# پیش‌بینی عشق و آب‌وهوا
پیش‌بینی عشق و آب‌وهوا (کره‌ای: 기상청 사람들: 사내연애 잔혹사 편) یک مجموعهٔ تلویزیونی کره جنوبی به کارگردانی چا یونگ-هون و بازی پارک مین یونگ، سونگ کانگ، یون پارک و یورا است. این مجموعه داستان عاشقانهٔ شاد افراد شاغل در مرکز هواشناسی کره که می‌شکنند، سقوط می‌کنند و دوباره بلند می‌شوند و زندگی روزانهٔ آنها با یکدیگر در اداره را به تصویر می‌کشد. این مجموعه از ۱۲ فوریه تا ۳ آوریل ۲۰۲۲، روزهای شنبه و یکشنبه ساعت ۲۲:۳۰ (کی‌اس‌تی) از جی‌تی‌بی‌سی برای ۱۶ قسمت پخش شد. همچنین برای استریم در نتفلیکس در دسترس است.

## بازیگران

### اصلی
- پارک مین یونگ در نقش جین ها-کیونگ، هواشناس عمومی بخش دوم اداره هواشناسی کره.[۷]
- سونگ کانگ در نقش لی شی-وو، مسئول گزارش‌نویسی ویژهٔ بخش دوم اداره هواشناسی کره.[۸]
- یون پارک در نقش هان کی-جون، خبرچین دفتر سخنگوی اداره هواشناسی کره.[۹]
- یورا در نقش چه یو-جین، یک گزارشگر آب‌وهوا برای یک روزنامه.[۱۰]

### مکمل
- کیم می-کیونگ در نقش مادر جین ها-کیونگ[۱۱]
- به میونگ-جین در نقش پارک جو-مو، یک افسر سیاست که به گو بونگ-چان کمک می‌کند.[۱۲][۱۳]
- مون ته-یو در نقش شین سوک-هو[۱۴]
- لی ته-گوم[۱۵]
- یو جی-این
- کوان هه-هیو در نقش گو بونگ-چان، مدیر پیش‌بینی.[۱۶]
- لی سونگ-ووک در نقش اوم دونگ-هان[۱۶]
- یون سا-بونگ در نقش اوه میونگ-جو، رئیس تیم آنالیز ۲ دپارتمان هواشناسی کره‌ای.[۱۷]
- چه سو-اون در نقش کیم سو-جین، یک پیش‌بینی‌کنندهٔ آب‌هوای کوتاه مدت.[۱۸]

## تولید
در مارس ۲۰۲۱، گزارش شد که چا یونگ-هون کارگردانی این مجموعه را برعهده خواهد داشت که توسط گروه خلاق گلین ساخته شده‌است و به رهبری نویسندگی کانگ اون-کیونگ است. در طی همان زمان، پارک مین یونگ و سونگ کانگ در نظر داشتند تا به عنوان بازیگران نقش اصلی در این مجموعه حضور پیدا کنند. در مه ۲۰۲۱، یورا و یون پارک به گروه بازیگران این مجموعه پیوستند. کیم می-کیونگ و پارک مین یونگ برای چهارمین بار در این مجموعه به عنوان مادر و دختر بازی می‌کنند. پیش از این مجموعه، آنها در رانینگ، رسوایی سونگ‌کیون‌کوان و زندگی خصوصی او به عنوان مادر و دختر ایفای نقش کرده بودند.

## کنفرانس مطبوعاتی:
در تاریخ 11 فوریه 2022، کنفرانس مطبوعاتی سریال پیش بینی عشق و آب و هوا برگزار شد.
در این کنفرانس نویسنده سریال، سون یانگ بیان داشت که:
"من مدت‌ها راجع به این کانسپت فکر میکردم و دو سال هم به تحقیق در زمینه آب و هوا پرداختم. همچنین ۸ ماه از سال رو با کارمندای اداره هواشناسی کره گذروندم تا بهتر بتونم شرایط و فضای موجود رو درک کنم و به تصویر بکشم. من در نهایت متوجه شدم که چقدر پیش بینی آب و هوا سخت و چالشیه چون هیچ داده دقیقی در این زمینه وجود نداره و شما میتونید اینو توی سریال هم ببینید."